# Мёбес, Григорий Оттонович
Барон (?) Григорий Оттонович Мёбес (Möbes; псевдонимы Г. О. М., Butatar; 1868 год, Рига — 1930—1934, Сыктывкар) — российский философ и педагог; оккультист, глава Санкт-Петербургского Ордена мартинистов в России. Считается наиболее видным русским оккультистом 1910—1920 годов. Автор лекций «Курс энциклопедии оккультизма», по которым записана одноимённая книга.

## Биография
Родился в Риге (Лифляндия) в 1868 году. В 1891 году окончил физико-математический факультет Петербургского университета. С 1892 по 1896 годы преподавал математику в Урюпинском реальном училище; в 1896—1897 — в Новгородской гимназии; в 1901—1903 — в Вологодском реальном училище; в 1903—1904 — Череповецком реальном училище.
В 1904-1905 году преподавал математику, физику и французский язык в царскосельском реальном училище и Николаевском кадетском корпусе (гимназии), а также физику в женском училище министерства народного просвещения.
В 1906—1917 годах преподавал математику в Пажеском корпусе и Николаевском кадетском корпусе.
Его женой была Ольга Евграфовна Нагорнова, с которой он порвал в 1912 году, что не помешало ей играть впоследствии видную роль в мартинизме.
После октября 1917 года работал учителем, в середине 1920-х годов преподавателем математики в 11-й совтруд-школе (экс-Витебская гимназия).
«Худой, очень некрасивый, с каким-то немного перекошенным лицом, с пенсне на носу».
«Вся внешность Григория Оттоновича производила впечатление внутренней силы. Крупный, с широкими плечами, немного сутулый, резкие черты лица, с тяжелым горбатым носом и густыми бровями, нависшими над спокойными и всегда внимательными серыми глазами, густыми усами и клинообразной бородкой. Цвет волос рыжий, с проседью. Обычно был одет в чёрный сюртук. Манеры имел спокойные и несколько старомодные, говорил изысканно вежливо, зачастую вставляя в речь шутку».

### Петербургский Орден мартинистов
В 1910 году с Мёбесом знакомится «генеральный делегат Ордена мартинистов в России» Чинский Ч. И. (получивший это звание несколько месяцев ранее от главы Ордена Мартинистов Папюса). На него произвели впечатление серьёзное и глубокое отношение Мёбеса к оккультизму, и, недолго думая, он предложил ему степень «Неведомого начальника» (полное мартинистское посвящение) и «почетный диплом доктора герметизма Высшей герметической школы в Париже».
В конце 1910 года Мёбес становится «генеральным инспектором (секретарем) петербургского отделения ордена», «Генеральной ложей» которого (ложа-мать) стала «Великая ложа Аполлония Тианского», объединявшая вокруг себя малые ложи. В том же году 5 августа уже сам Г. О. Мебес официально открывает во Владимире мартинистскую ложу «Св. Иоанн Равноапостольный». Основной костяк её составила семья П. М. Казначеева и их ближайшие друзья и родственники. В 1911 году Казначеевы переехали в Москву вместе с ложей «Святого Иоанна».
В 1911—1912 годах прочёл в Петербурге лекционный «Курс энциклопедии оккультизма», который практически во всем следовал теории Папюса. Лекции эти, записанные его ученицей, были изданы двух томах под псевдонимом «Г. О. М.», и пользовались очень большой популярностью, о чём свидетельствуют десятки воспоминаний и отзывов.
В том же году, скандальная слава афериста, приобретённая Чинским Ч. И. приводит к тому, что полиция высылает его в Белозерский уезд Новгородской губернии, где у него было имение.
В августе 1912 года Мёбес пытается изменить на свой лад Ложу русских мартинистов. Он переписывается об этом с П. М. Казначеевым, который сообщает это Чинскому. Чинский отстраняет Мёбеса от управления Петербургской Ложей и назначает Казначеева учреждающим делегатом Ордена мартинистов в России (возможно при этом Казначеев послал Л. Д. Рындину в Париж, для того, чтобы именно его Папюс назначил великим мастером[уточнить]). Казначеев тут же выдал патент С. К. Маркотуну на учреждение ложи «Святого апостола Андрея» в Киеве (возможно[уточнить] и Мёбес писал Папюсу просьбу о назначении его великим мастером).
Слова Мёбеса на допросе 1926 года: «В конце 1912 (или в начале 1913) года я официально сообщаю Папюсу, что я категорически утверждаю не только фактическую, но и формальную свою автономию, и прошу провозгласить это печатно, что и выполняется журналом Initiation (правда, в очень мягкой и почтительной ко мне форме, но все же категорично)». Однако по версии историка Брачева В. С. и автобиографии Казначеева, в «Mysteria» № 2 за 1913 год было опубликовано официальное сообщение Верховного совета Ордена мартинистов, коим Мебес лишается всех званий связанных с орденом, а его ложа «Аполлоний» закрывается.
В 1913 году петербургские мартинисты во главе с Мёбесом образовали особую автономную цепь «О. М. О. Р.» («Автономный разряд мартинизма русского послушания») с ярко выраженной тамплиерской окраской. Управлялся реформированный Орден «Невидимым магистром» или «Отцом» (Г. О. Мёбес). Его официальным представителем был его ученик И. К. Антошевский. Ложа «Аполлония» объявлена «Великой ложей России». Капитул ордена состоял из семи лиц. Официальным печатным органом русских мартинистов был оккультный журнал «Изида».
В этом же году Чинский продаёт своё имение, и в декабре 1913 года покидает Россию.
Противоречия между петербургскими и московскими «братьями» имели принципиальный характер. Если П. М. Казначеев «во главу угла» ставил посвятительную традицию, что сближало его с философским или нравственным масонством, то Г. О. Мебес приоритетным для себя и своих учеников считал овладение оккультным знанием.
В 1915 году в Варшаве во время вступления туда немцев лишился рассудка Ч. И. Чинский, и управление русской делегацией ордена мартинистов перешло к П. М. Казначееву. В 1916 году петербургский орден был преобразован в «Орден мартинистов восточного послушания». Летом 1917 года, когда И. К. Антошевский был убит, его сменил в этой должности другой ученик Мебеса — В. В. Богданов.
В 1918—1921 годах Мёбес читал лекции по книге Зогар (часть Каббалы), а его жена — Мария Нестерова — по истории религии. Помимо чисто теоретических занятий, в «школе» велась и практическая работа по развитию у её членов цепи способностей к телепатии и психометрии.
Жена Мёбеса — Мария Альфредовна (Эрлангер), урождённая Нестерова, - дочь одного из компаньонов Мельничностроительного и торгово-промышленного товарищества «Антон Эрлангер и Ко» в Москве, в годы Первой мировой войны поселилась в Петербурге, где основала «Общество чистого знания». Была соруководительницей ленинградской Ложи мартинистов, ложи тамплиеров (степень «дама червей»). В середине 1920-х годов работала учительницей. Возможно была женой Б. В. Aстромова, сыгравшего роковую роль в истории петербургских оккультных обществ.

### 1920-е годы: конец общества мартинистов в СССР и смерть Мёбеса
В 1919 году Мёбес назначает генеральным секретарём Ордена мартинистов Бориса Астромова. В 1921 году Мёбес и Астромов расходятся. Мёбес говорил, что ему не понравились низкие моральные качества Астромова, однако более вероятно, что основой было убеждённое масонство Астромова, которые Мёбес считал громоздким, сложным и неподходящим для советской России.
В 1925 году Астромов приходит в приёмную ОГПУ в Москве и за разрешение ему эмигрировать предлагает свои услуги осведомителя. Разрешение он так и не получил, но ОГПУ обращает пристальное внимание на всех деятелей данной тематики, включая созданные Астромовым в 1921 году три мартинистские ложи.
В ночь с 16 на 17 апреля 1926 года ОГПУ провело обыски на квартирах наиболее активных деятелей оккультных лож. Улов чекистов был ошеломляющим: огромное количество книг, масонских значков, мечей, шпаг, плащей, лент и других предметов масонского ритуала, которые были немедленно изъяты. Сложнее обстояло дело с масонским алтарем и молельней, обнаруженными на квартире у Г. О. Мебеса (Греческий пр., д.13/3, кв.5), который было решено отставить под сохранность хозяина. После этого ленинградских оккультистов стали то и дело вызывать на допросы в ОГПУ. Однако под арестом держали одного только Астромова. В отношении остальных было решено ограничиться подпиской о невыезде.
Уже после ареста Астромова его ближайшие друзья пытались спасти организацию, преобразовав её в ложу «Возрожденного Сфинкса», основанную уже на розенкрейцерских началах. Основу этого сообщества должны были составить люди «оставшиеся от Астромова».

«Эзотеризмом интересовался с давних пор (могу сказать, с молодости). В 1910 году, имея уже вполне сложившееся эзотерическое миросозерцание, знакомлюсь с фон Чинским, тогдашним делегатом Ордена мартинистов парижского послушания; через два месяца посвящаюсь им в Неведомого начальника (полное март. посвящение); в конце 1910 (или в начале 1911), несмотря на снабжение меня Парижской Высшей герметической школой Почетным дипломом на степень доктора герметизма и очень почетное и доверчивое обращение со мною фон Чинским, я неофициально ухожу из Ордена, недовольный поверхностным отношением к науке и Преданию большинства членов ордена, его печати, а также периодической печати дружественного с ним Парижского каббалистического ордена Креста-Розы.
В 1911—1912 годах работаю самостоятельно, прочитываю несколько публичных лекций; в 1912—1913 читаю лекции у себя на дому. В этот период времени, собственно, и возникает у меня Автономный разряд мартинизма русского послушания (термин „русский“ после Октябрьской революции заменен термином „восточный“, и тот и другой термины фактически означали — „не зависящий от Парижа“), что не мешает мне в 1912 исполнить по просьбе Чинского два-три поручения по части справочной и по посвящению отдельных лиц. В конце 1912 (или в начале 1913) я официально сообщаю Папюсу, что я категорически утверждаю не только фактическую, но и формальную свою автономию, и прошу провозгласить это печатно, что и выполняется журналом Initiation (правда, в очень мягкой и почтительной ко мне форме, но все же категорично) …
Вся работа по школе велась мною и М. А. Н. только в Ленинграде. Иногородних делегатов не имелось, и самый институт делегирования признается мною неортодоксальным и нецелесообразным, ибо его отрицательные стороны мне исторически известны, хотя бы на примере Парижского мартинизма.
Лично я работаю программно только с полноправными „Неведомыми начальниками“, расширяя их философское миросозерцание и критико-исторические подходы к Преданию и к этиологии религиозных верований.
В общем плане работы своей идейно преследую нижеперечисленные цели: мне желательно заставить ученика в строгой постепенности самоанализа пересмотреть все свои знания, все свои верования, все свои привычки, все свои этико-эстетические подходы к жизни. Для облегчения этой работы я с ним рассматриваю сложный философский, научный, жизненный и т. п. материал в очень широких пределах — от грубейших суеверий почти дикого человека до тончайших методологических потуг человека высококультурного. Таким планом работы думаю развить в человеке, во-первых, сознательность, во-вторых, бодрое, мужественное отношение к жизни и спокойное довольство своим положением, как бы скромно оно ни было.
Никаких догматических тезисов не навязываю, но как учитель ставлю обязательство работать по моему плану и вести себя согласно тому, что я считаю обязательным минимумом порядочности и серьезности.
На вопрос о том, как я отношусь к дивинации, отвечаю, что считаю уместным для работающих у меня, проверять в жизни данные френологического, физиогномического характера, а также данные теории психологических „планетных“ типов и так называемых „аналогично-групповых планетных“ влияний». Что касается астрологии, то она, по-моему, интересна только с точки зрения ознакомления с её терминологией, проникшей далеко за пределы учения о дивинации, а отчасти и с точки зрения истории религий. Лично я к астрологии отношусь ультраскептически, но годичный гороскоп для Северного полушария составляю, признавая за ним педагогическое значение в смысле указания на опасность тех или других человеческих слабостей: люди всегда лучше запомнят указание на определенные слабости, чем на слабости вообще, хотя бы эти определенные слабости были выбраны случайно.
На вопрос о том, какое я себе отвожу место, как оккультисту и знаю ли я себе равного по эрудиции в этой области в пределах территории СССР, вынужден ответить, что самого себя судить не могу, а стараюсь только применить честно те скромные познания, которыми обладаю …

Раскрывать псевдонимы и называть своих учеников я не могу — не позволяет совесть".— Архив УФСБ РФ по Санкт-Петербургу и Ленинградской области. Д.12517, т.2, л.503-504. (цитата из книги)
20 мая 1926 года Б. В. Астромову, Г. О. Мебесу, его жене и другим оккультистам было предъявлено официальное обвинение. Г. Мёбес как и ряд других, мартинистов и розенкрейцеров получили 3 года ссылки. После чего им было добавлено ещё 3 года, Мёбес был сослан в Сыктывкар (Усть-Сысольск).
В середине 1928 года в газетах «Ленинградская правда» и «Красная звезда» появились сообщения, что чекистами была раскрыта Великая ложа «Астрея» во главе с 70-летним «черным оккультистом» Мёбесом. Начатое расследование, как утверждала газета, вскоре показало, что в Ленинграде действовали «вполне серьезные масонские ложи с несколькими десятками членов, с магистрами и мастерами, с посвящением, клятвами, подписанными кровью, уставом, заграничной перепиской и членскими взносами».
Дата и место смерти Г. О. Мёбеса неизвестна, предположительно он умер в Сыктывкаре (Усть-Сысольске) в 1930 или 1934 году.

## В культуре
По мотивам дела о «ленинградских масонах», а также связанных с ними эзотериков и духовников тех лет, написано несколько художественных произведений, для которых они стали прототипами литературных персонажей: Г. Мёбес, Б. Астромов, обманутый Чинским И. глава масонской ложи граф Орлов-Давыдов А.. Наиболее известен посвящённый этому делу роман Дмитрия Быкова «Остромов, или Ученик чародея» (2010).

### Список произведений
- Курс энциклопедии оккультизма, читанный Г. О. М. в 1911-1912 академическом году в городе С.-Петербурге / Сост. ученица № 40 F. F. R. C. R. — СПб.: Коммерч. скоропеч. А. Гольдберга, 1912.
- Медитации на Арканы Таро. Дополнения к Энциклопедии оккультизма, лекции. — 1921.
- Минорные Арканы Таро. Путь посвящения. Инициация в традицию этического герметизма. — М.: София, 2014. — 256 с. — ISBN 978-5-399-00541-6.
- Заметки о неомартинизме (Хранится в Рукописном отделе Музея истории религии в С.-Петербурге: коллекция II, опись 2, дело 14).